# クリーンパーク茂原グラウンド
クリーンパーク茂原グラウンド（クリーンパークもばらグラウンド）は、宇都宮市が所有するサッカー・野球の兼用スタジアム。クリーンパーク茂原の敷地内に設置されている。野球場としては2面の使用が可能。

## 解説
長方形のフィールドの3方（サッカー場として使用する際のメイン・バックスタンド及びホーム側サイドスタンド）にスタンドが設置されている。また、そのスタンドは大部分が芝生席である割には角度があり、サッカーを観戦する際には見やすい。野球使用時のバックネットは簡易な移動式のもので、サッカー専用スタジアムのような造りとなっている。ピッチはクレー。

## 歴史
クリーンパーク茂原はごみ処理施設を軸として、2001年3月に本格的に竣工した。その敷地の一部に、調整池を兼ねてこのスタジアムが建設された。

## 施設概要
フィールドは全面クレー。
- 内野：クレー、外野：クレー
- サッカー：1面、野球：2面
- 収容人数：2300人（座席数300、メインスタンド前部のみ固定座席、他は芝生席）

## 交通アクセス
- JR石橋駅より車で5分